# Área metropolitana de Hagerstown-Martinsburg
El área metropolitana de Hagerstown-Martinsburg, o Área Estadística Metropolitana de Hagerstown-Martinsburg, MD-WV MSA como la denomina oficialmente la Oficina de Administración y Presupuesto, es un Área Estadística Metropolitana centrada en las ciudades de Hagerstown y Martinsburg, abarcando parte de los estados estadounidenses de Maryland y Virginia Occidental. El área metropolitana tiene una población de 125.403 habitantes según el Censo de 2010, convirtiéndola en la 307.º área metropolitana más poblada de los Estados Unidos.

## Composición
Los 3 condados del área metropolitana, junto con su población según los resultados del censo 2010:
- Condado de Washington (Maryland) – 147.430 habitantes
- Condado de Berkeley (Virginia Occidental) – 104.169 habitantes
- Condado de Morgan (Virginia Occidental) – 17.541 habitantes

## Comunidades del área metropolitana

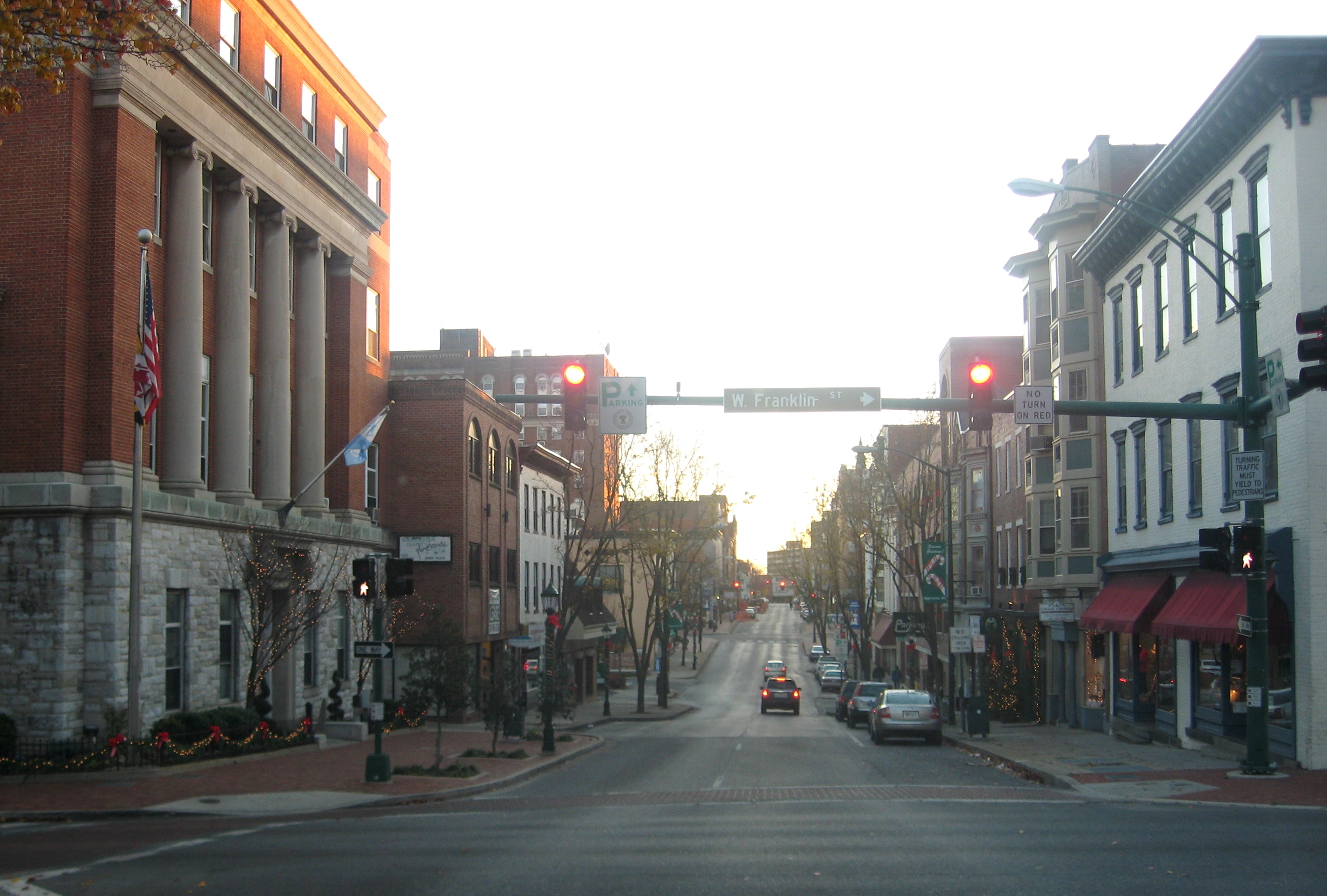
Hagerstown

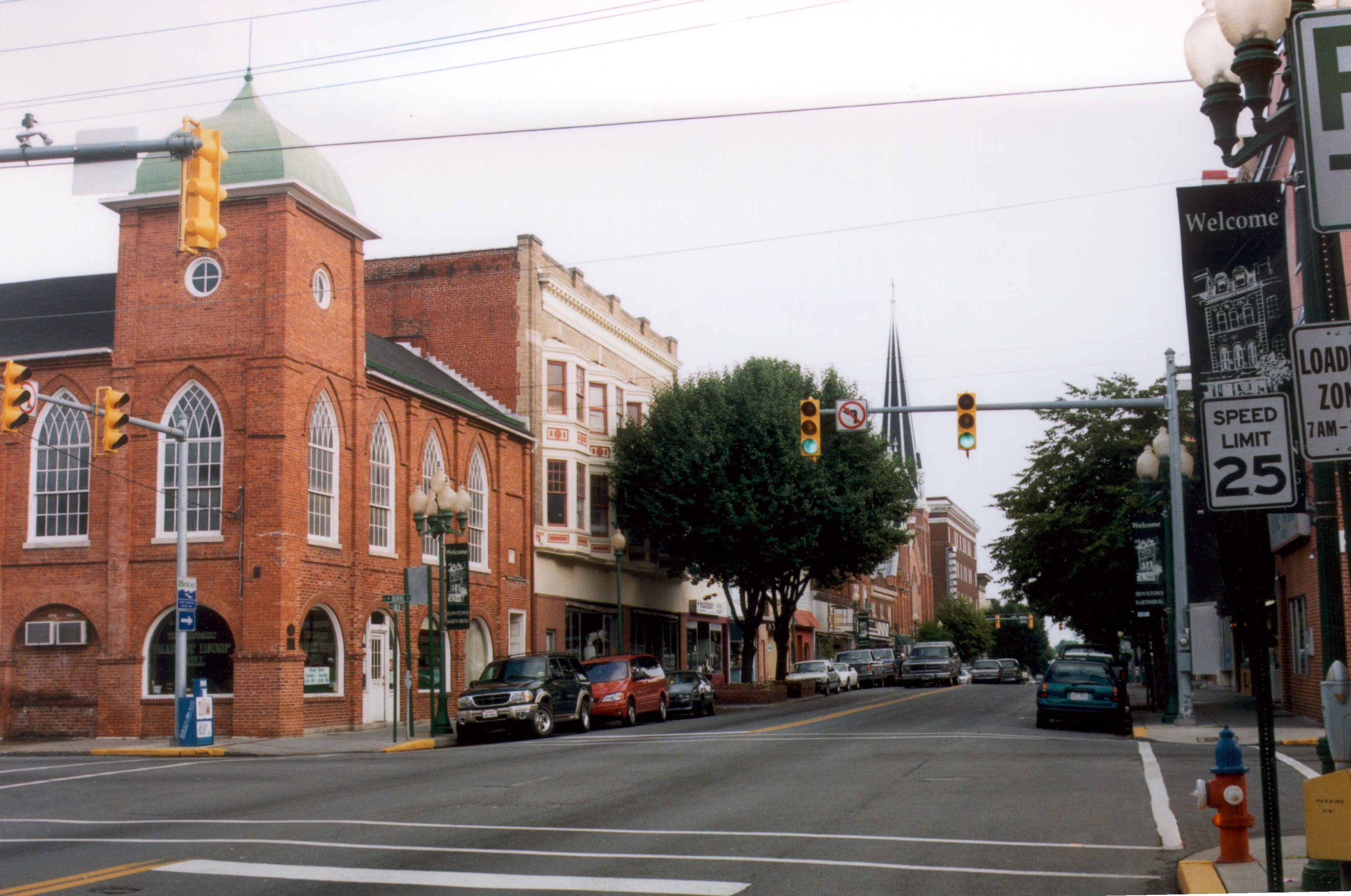
Martinsburg

Condado de Washington
Ciudad:
- Hagerstown

Pueblos:
- Boonsboro
- Clear Spring
- Funkstown
- Hancock
- Keedysville
- Sharpsburg
- Smithsburg
- Williamsport

Lugares designados por el censo:
| - Cavetown - Chewsville - Fort Ritchie - Fountainhead-Orchard Hills - Halfway - Highfield-Cascade - Leitersburg | - Maugansville - Mount Aetna - Mount Lena - Paramount-Long Meadow - Robinwood - Rohrersville - Saint James | - San Mar - Wilson-Conococheague Comunidades no incorporadas: - Antietam - Beaver Creek - Benevola | - Big Pool - Broadfording - Brownsville - Burtner - Cearfoss - Cedar Grove - Dargan | - Downsville - Eakles Mills - Fairplay - Fairview - Gapland - Huyett - Indian Springs | - Jugtown - Mapleville - Mercersville - Pecktonville - Pen Mar - Pinesburg - Ringgold | - Samples Manor - Sandy Hook - Spielman - Trego - Van Lear - Weverton - Woodmont |

Condado de Berkeley
Ciudad:
- Martinsburg

Pueblo:
- Hedgesville

Comunidades no incorporadas:
| - Allensville - Arden - Baker Heights - Baxter - Bedington - Berkeley - Bessemer | - Blairton - Bunker Hill - Darkesville - Douglas Grove - Falling Waters - Files Crossroad - Ganotown | - Georgetown - Gerrardstown - Glengary - Greensburg - Grubbs Corner - Hainesville - Inwood | - Johnsontown - Jones Springs - Little Georgetown - Marlowe - Nipetown - Nollville - North Mountain | - Pikeside - Ridgeway - Scrabble - Shanghai - Spring Mills - Swan Pond - Tablers Station | - Tarico Heights - Tomahawk - Union Corner - Van Clevesville - Vanville - Winebrenners Crossroad - Wynkoop Spring |

Condado de Morgan
Pueblos:
- Bath (Berkeley Springs)
- Paw Paw

Comunidades no incorporadas:
| - Berryville - Burnt Factory - Campbells - Cherry Run - Doe Gully - Duckwall - Great Cacapon | - Green Ridge - Greenwood - Hancock - Hansrote - Holton - Jerome - Jimtown | - Johnsons Mill - Largent - Lineburg - Magnolia - Mount Trimble - New Hope - North Berkeley | - Oakland - Omps - Orleans Cross Roads - Redrock Crossing - Ridersville - Ridge - Rock Gap | - Sir Johns Run - Sleepy Creek - Smith Crossroads - Spohrs Crossroads - Stotlers Crossroads - Unger - Woodmont | - Woodrow |